# 1483.
◄ | 14. stoljeće | 15. stoljeće | 16. stoljeće | ►
◄ | 1450-ih | 1460-ih | 1470-ih | 1480-ih | 1490-ih | 1500-ih | 1510-ih | ►
◄◄ | ◄ | 1480. | 1481. | 1482. | 1483. | 1484. | 1485. | 1486. | ► | ►►
Arhitektura • Astronomija • Glazba • Knjige • Književnost • Kršćanstvo • Medicina • Pravo • Promet • Slikarstvo • Znanost

## Događaji
- 26. ožujka – Prvi God križa u šibenskom Dolcu.
- Kosinjski misal po zakonu rimskog dvora – prva tiskana knjiga u Hrvata u Lici, Kosinj
- Napad Katalonaca na Vis.

## Rođenja
- 10. studenog – Martin Luther, njemački reformator

## Vanjske poveznice
|  | Zajednički poslužitelj ima još gradiva o temi 1483. |